# آبشار نوژیان

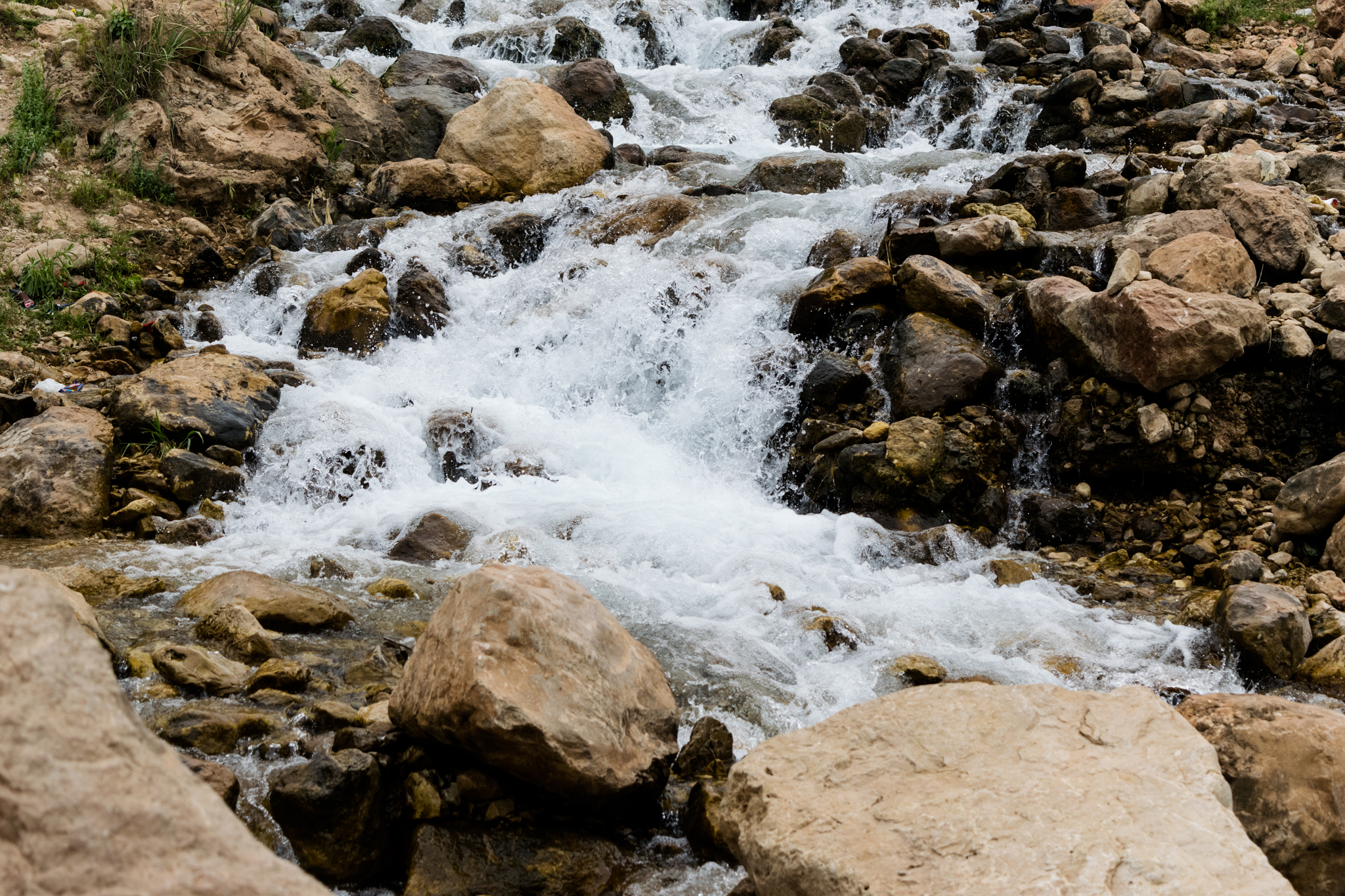
آبشار نوژیان

آبشار نوژیان از مرتفع‌ترین آبشارهای ایران در استان لرستان واقع شده‌است. این آبشار در بخش پاپی از توابع شهرستان خرم آباد قرار دارد که ارتفاع آن ۹۵ متر و عرض تاج ۵ متر است.

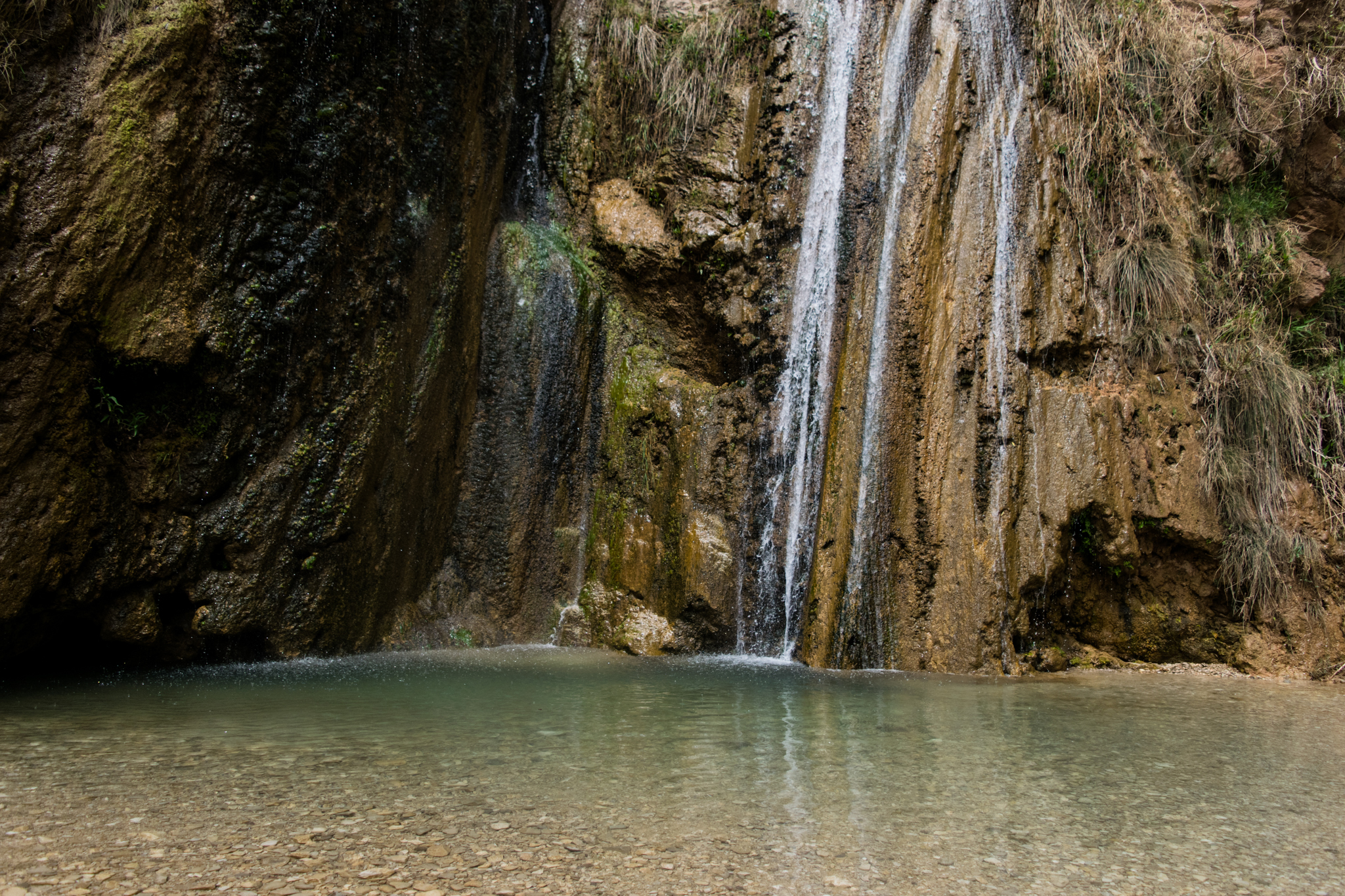
بخشی از آبشار نوژیان

آبشار نوژیان چهل و ششمین اثر ملی است که توسط سازمان میراث فرهنگی در ۲۷ اسفند ۱۳۸۷ در فهرست میراث طبیعی ایران قرار گرفت.

## جغرافیا
گردشگاه جنگلی نوژیان بالای کوه تاف قرار دارد. در کوه تاف انواع گیاهان دارویی می‌رویند و دارای طبیعتی زیبا و دیدنی است. مردم و گردشگران زیادی برای تماشای این آبشار و برای جمع‌آوری گیاهان دارویی به این ناحیه می‌آیند. راه ارتباطی آن از طریق خرم‌آباد به گردنه نوژیان جاده آسفالته یا از راه‌آهن به ایستگاه کشور و از آن طرف هم با پای پیاده حدود ۲ ساعت پیاده‌روی به سمت آبشار است.

## مسیر دسترسی
دسترسی به این آبشار از طریق مسیر خرم‌آباد به سنگتراشان می باشد و تا نزدیکی آبشار نوژیان جاده آسفالته وجود دارد.